# Elsa Freire
Elsa Freire (sinh ngày 12 tháng 8 năm 1974) là một vận động viên bơi lội người Angola. Bà đã tham dự Thế vận hội Mùa hè 1988 và Thế vận hội Mùa hè 1992.